# グラヴィーナ・イン・プーリア
グラヴィーナ・イン・プーリア（イタリア語: Gravina in Puglia）は、イタリア共和国プッリャ州バーリ県にある都市であり、その周辺地域を含む人口約4万4000人の基礎自治体（コムーネ）。

## 地理

### 位置・広がり
バーリ県西部に位置する。

#### 隣接コムーネ
隣接するコムーネは以下の通り。BTはバルレッタ＝アンドリア＝トラーニ県、MTはマテーラ県、PZはポテンツァ県所属。
- アルタムーラ
- ポッジョルシーニ
- ルーヴォ・ディ・プーリア
- スピナッツォーラ (BT)
- ジェンツァーノ・ディ・ルカーニア (PZ)
- グロットレ (MT)
- イルシーナ (MT)
- マテーラ (MT)

## 行政

### 分離集落
グラヴィーナ・イン・プーリアには、以下の分離集落（フラツィオーネ）がある。
- Murgetta, Dolcecanto, Pantanella